# These Hopeful Machines
『These Hopeful Machines』（ジーズ・ホープフル・マシーンズ）は、エレクトロニカアーティスト、BTによる6枚目のアルバム。2010年2月2日にリリースされた。このアルバムはザ・サイケデリック・ファーズの「The Ghost in You」のカバーを収録し、ジェス・ブライエデン、ロブ・ディキンソン、クリスチャン・バーンズ、カースティ・ホークショウのようなシンガーとのコラボが特徴である。
また、2010年グラミー賞のベスト エレクトロニック/ダンス アルバム部門にノミネートされた。
2011年にはCD1枚分の長さに編集したThese Humble Machines、リミックスバージョンのThese Re-Imagined Machinesがリリースされている。

## 背景
2009年6月9日「The Rose of Jericho」のファーストパートが音楽配信サービスのBeatport上でリリースされ、セカンドパートは23日にリリースされた。BTの「Deus ex Machina Album Mix」の他に5つのリミックスがリリースされた。その次のシングル「Every Other Way」は2009年12月22日にリリースされた。このアルバムの3つ目のシングルSuddenly」は2010年1月12日にデジタルダウンロード販売限定でリリースされた。アルバムがリリースされた後の2010年6月14日に4つ目「Forget Me」、2010年9月28日に「The Emergency」がリリースされた。
BTはオンラインでデジタル店舗に、このアルバムをアルバムの雰囲気を残すために、2つの大きなトラックとしてリリースすることを決めた。リリース日にAmazonからThese Hopeful Machinesの限定MP3版が発売され、Chicaneによる「Always」ボーナスリミックスが加えられた。このダウンロードは12のアルバムトラックの替わりにA/Bサイドトラックの2つとして入手可能になった。
日本では2010年7月7日に「ジーズ・ホープフル・マシーンズ〜未来永劫」というタイトルでリリースされ、ボーナストラックが2曲追加されている。また日本盤に限り「BTから自分の創作人生に多大な影響を受けた」と語るKeyの麻枝准のアーティスト・インタビューが封入されている。

## トラックリスト
| #         | タイトル                                             | 作詞  | 作曲・編曲 | 時間  |
| --------- | ---------------------------------------------------- | ----- | ---------- | ----- |
| 1.        | 「Suddenly」(BT, Christian Burns)                    |       |            | 8:05  |
| 2.        | 「The Emergency」(BT, Christian Burns, Andrew Bayer) |       |            | 10:53 |
| 3.        | 「Every Other Way」(BT, Jes)                         |       |            | 11:06 |
| 4.        | 「The Light in Things」(BT, Jes)                     |       |            | 10:47 |
| 5.        | 「The Rose of Jericho」                              |       |            | 7:43  |
| 6.        | 「Forget Me」(BT, Christian Burns)                   |       |            | 9:37  |
| 合計時間: | 合計時間:                                            | 58:17 |            |       |

| #         | タイトル                                                  | 作詞  | 作曲・編曲 | 時間  |
| --------- | --------------------------------------------------------- | ----- | ---------- | ----- |
| 1.        | 「A Million Stars」(BT, Kirsty Hawkshaw, Ulrich Schnauss) |       |            | 12:24 |
| 2.        | 「Love Can Kill You」                                     |       |            | 5:21  |
| 3.        | 「Always」(BT, Rob Dickinson)                             |       |            | 6:12  |
| 4.        | 「Le Nocturne de Lumière」                                |       |            | 11:38 |
| 5.        | 「The Unbreakable」(BT, Rob Dickinson)                    |       |            | 10:24 |
| 6.        | 「The Ghost in You」(The Psychedelic Furs)                |       |            | 7:56  |
| 合計時間: | 合計時間:                                                 | 54:01 |            |       |

| #  | タイトル                  | 作詞 | 作曲・編曲 | 時間 |
| -- | ------------------------- | ---- | ---------- | ---- |
| 1. | 「Always」(Chicane Remix) |      |            | 8:19 |

Disc 1
- トラック 1: ボーカル BT and Christian Burns
- トラック 2: ボーカル BT バックグラウンドボーカル Christian Burns
- トラック 3: ボーカル Jes　バックグラウンドボーカル BT and Christian Burns
- トラック 6: ボーカル BT バックグラウンドボーカル Christian Burns エンドボーカル Kaia Transeau(BTの娘)

Disc 2
- トラック 1: ボーカル Kirsty Hawkshaw バックグラウンドボーカル BT
- トラック 2: ボーカル BT バックグラウンドボーカル Christian Burns
- トラック 3, 5: ボーカル Rob Dickinson
- トラック 6: ボーカル BT バックグラウンドボーカル Amelia June

## リリース・ヒストリー
| 国             | 日付          | レーベル                   | カタログ         |
| -------------- | ------------- | -------------------------- | ---------------- |
| アメリカ       | 2010年2月2日  | Nettwerk Records           | 0 6700 30849 2 5 |
| カナダ         | 2010年2月2日  | Nettwerk Records           | 0 6700 30849 2 5 |
| オーストラリア | 2010年2月2日  | 405 Recordings             | 45CD10007        |
| オランダ       | 2010年2月2日  | Black Hole Recordings      | Black Hole CD 61 |
| イギリス       | 2010年3月22日 | New State Recordings       | NEWCD9070        |
| 日本           | 2010年7月7日  | ビクターエンタテインメント | VICP-64830〜1    |